# Heavens to Betsy
Heavens to Betsy — американський панк-рок-гурт створений у місті Олимпія (Вашингтон) у 1991 році. На початку 1990-х був частиною субкультури DIY та руху Riot grrrl в панк-рок-андеграунді. Перший гурт вокалістки/гітаристки Sleater-Kinney Корін Такер.

## Історія
Учасницями були студентки Евергрінського державного коледжу Трейсі Сойєр на барабанах та інколи бас-гітарі, і Корін Такер — на гітарі та вокалі.

## Дискографія

### Альбоми
- Self-titled demo, cassette (1992)
- Calculated CD/LP. Kill Rock Stars (1994)

### Сингли та EP
- Heavens to Betsy/Bratmobile split 7", K Records (1992)
- These Monsters Are Real 7" EP, Kill Rock Stars (1992)
- Direction 7" Chainsaw Records (1994)

### Збірки
- Throw compilation, CD, «Baby's Gone» Yoyo Recordings (1992)
- Julep compilation, CD, «She's the One» Yoyo Recordings (1993)
- Kill Rock Stars compilation, CD/LP, «My Red Self» Kill Rock Stars (1994)
- Free to Fight compilation, double CD/ triple LP, «Get Out of my Head» (co-release on Candy Ass Records and Chainsaw (1995)
- Yo Yo A Go Go compilation CD/LP, «Axemen», Yoyo Recordings (1996)
- Some Songs compilation, CD, «Firefly», Kill Rock Stars (1997)